# Круш Поликарпу, Жозе да
Жозе́ да Круш Полика́рпу (порт. José da Cruz Policarpo; 26 февраля 1936, Алворнинья — 12 марта 2014, Лиссабон) — португальский кардинал. Титулярный епископ Кальябрии и вспомогательный епископ Лиссабона с 26 мая 1978 по 27 марта 1997. Архиепископ-коадъютор Лиссабона с 27 марта 1997 по 24 марта 1998. Шестнадцатый Патриарх Лиссабона с 24 марта 1998 по 18 мая 2013. Председатель Португальской епископской конференции с 13 апреля 1999 по 4 апреля 2005 и с 3 мая 2011 по 21 июня 2013. Кардинал-священник с титулом церкви Сант-Антонио-ин-Кампо-Марцио с 21 февраля 2001.

## Образование и священство
Родился в Альворниньи, Португалия. Обучался в семинарии Сантарена, в семинарии Альмады, и в старшей семинарии «Христа-Царя» в Оливе, где изучал философию и теологию. Продолжил образование в Папском Григорианском Университете (лиценциат в догматическом богословии) и в Папском Урбанианском Университете (докторантура в теологии).
Поликарпу был посвящён в священники 15 августа 1961 года в Лиссабоне. Рукоположение совершил патриарх Лиссабона кардинал Мануэл Гонсалвиш Сережейра.
Он был директором семинарии в Пенафирме, ректором семинарии в Оливе и деканом теологического факультета Португальского Католического Университета. Позднее Поликарпу служил два срока ректором того же самого университета (1988—1996 годы). Жозе Поликарпу автор множества книг и академических статей.

## Епископ,патриарх Лиссабона,кардинал
26 мая 1978 года он был назначен титулярным епископом Кальябрии и вспомогательным епископом Лиссабона. 29 июня 1978 года состоялась его ординация в епископы. Ординацию совершил в церкви Санта-Мария де Белем в Лиссабоне патриарх Лиссабона кардинал Антониу Рибейру, которому помогали Жуан Алвеш, епископ Коимбры, и Мануэль Франку Фалкан, титулярный епископ Телепте и коадъютор архиепископства Бежи.
5 марта 1997 года он был назначен архиепископом-коадъютором Лиссабона и наследовал кардиналу Антониу Рибейру в качестве Патриарха Лиссабона 24 марта 1998 года. Он также Великий Канцлер Португальского Католического Университета и председатель Португальской епископской конференции с 13 апреля 1999 года.
Возведён в кардиналы папой римским Иоанном Павлом II на консистории от 21 февраля 2001 года, как кардинал-священник с титулом церкви Сант-Антонио-ин-Кампо-Марцио.
Кардинал Поликарпу член Конгрегации Католического Образования, Папского Совета по делам мирян и Папского Совета по Культуре в Римской курии.
3 мая 2011 года кардинал Жозе да Круш Поликарпу был избран председателем епископской конференции Португалии на трёхлетний срок.
18 мая 2013 года Папа римский Франциск принял прошение кардинала Поликарпу об отставке.

## Взгляды
Сделал некоторые отмеченные многими экуменические заявления по случаю различия вероисповеданий молодых людей. Сестра Люсия Фатимская сказала: «Есть только один Бог, который заслуживает наше обожание, другое богословие ничто, не стоит ничего и не может делать ничего для нас». Кардинал заявил на этот взгляд: «Но, мой мальчик, такое видение выходит из моды. Что является богословием сестры Люсии говоря об этом? Мы христиане, мусульмане, евреи, все мы имеем одного Бога». Позже добавил: «Каждая религия имеет кое-что, чтобы преподать вам. Опыт других религий очень важен, мы имеем много, чтобы учиться у них». На вопрос о противоречиях между исламом и христианством, который был ему очевидно неудобен, он в значительной степени увернулся от проблемы.
По смерти папы римского Иоанна Павла II в 2005 году, Поликарпу рассматривался папабилем — кандидатом в понтифики. 11 апреля 2005 года британская газета The Guardian полагала, что он был кандидатом — «тёмной лошадкой» в папы римские, способствуя компромиссу между европейскими и латиноамериканскими кардиналами. Он стал бы первым папой римским, курящим сигареты и вторым из Португалии после Иоанна XXI. Папский Конклав 2005 года, в котором он участвовал как кардинал-выборщик, в конечном счете избрал папой римским Бенедикта XVI.
По некоторым источникам примыкал к либеральной группировке среди кардиналов.
Кардинал Поликарпу скончался 12 марта 2014 года от аневризмы аорты, в Лиссабоне.

## Награды
- Большой крест ордена Христа (Португалия, 11 мая 2010 года)[3]